# Farkas Jenő (költő)
Farkas Jenő (Szenc, 1922. január 18. – Albár, 1979. szeptember 18.) római katolikus pap, költő, műfordító.

## Életútja, munkássága
Szencen érettségizett 1941-ben, teológiai tanulmányait Esztergomban végezte. Pozsonyban, Csicsón, Kiskeszin, Bajtán, Nagymegyeren, Albáron teljesített lelkipásztori szolgálatot.
Az 1950-es években kezdtek megjelenni versei, műfordításai. Jeles szlovák költők verseit fordította magyar nyelvre, köztük Andrej Sládkovič (1820–1872), Ján Botto (1829–1881), Andrej Plávka (1907–1982) műveit, de fordított prózát is, például népmeséket Pavol Dobšinský (1828–1885) népmese-gyűjteményéből.
Szlovák szerzők műelemzéseit, könyvismertetéseit szintén lefordította magyar nyelvre, például Eugen Pauliny utószavát a szlovák népmesékhez vagy Milan Pišút utószavát Andrej Plávka válogatott verseihez.

## Verskötetei
- Csendország (Bratislava: SVKL, 1965)
- Valaki jár a nyomomban (Bratislava – Budapest: Madách Kiadó – Szépirodalmi Kiadó, 1969)
- Ballada és zsoltár; Glória Társulat, Galánta, 1999
- Válogatott versek; Glória, Pozsony, 2006

## Műfordításaiból
- Ján Botto: Jánosík halála : versek. Bratislava : Magyar Kiadó, 1955
- Andrej Sládkovič: Marina. A gyetvai legény : elbeszélő költemények. (Bevezetés Rácz Olivér). Bratislava : Szlovákiai Szépirodalmi Kiadó, 1957
- Pavol Dobšinský: Az elvarázsolt erdő : népmesék. Utószó Eugen Pauliny. Bratislava : Szlovákiai Szépirodalmi Kiadó, 1960
- Andrej Plávka: Liptói pásztorsíp : válogatott versek; (válogatta és utószó Milan Pišút). Bratislava : Szlovákiai Szépirodalmi Kiadó, 1962[1]

## Emlékezete
- 2006-ban Nagymegyeren a katolikus templom melletti volt zárdaiskola falán emléktáblát avattak tiszteletére.